# إيرل أبيل
إيرل أبيل (بالإنجليزية: Earl Abell)‏ هو لاعب كرة قدم أمريكية أمريكي، ولد في 29 مايو 1892 في بورتاغ في الولايات المتحدة، وتوفي في 26 مايو 1956 بسبب نوبة قلبية.

## وصلات خارجية
- إيرل أبيل على موقع كلية كرة السلة في سبورتس رفرنس.كوم (الإنجليزية)